# Claes Jakob Gyllenadler
Claes Jakob Gyllenadler född 19 juli 1712 i Kåfö, död 13 maj 1792 på Råcksta, Angarns socken, var en svensk lagman.
Han blev student vid Uppsala universitet 27 februari 1725, auskultant i Svea hovrätt 1 december 1733. Han blev vice häradshövding 30 augusti 1742 och advokatfiskal 23 december 1747 samt assessor 31 januari 1756. Lagman i Närkes lagsaga 20 november 1759, lagman i Ångermanlands och Västerbottens lagsaga 17 mars 1767. Avsked 7 september 1784. 
Gift 1745 med Christina Charlotta Wester, döpt 1727, död 1813, dotter till hovrättsrådet i Svea hovrätt Niklas Wester och friherrinnan Juliana Charlotta Kruuse af Verchou.
Far till Salomon Jakob Gyllenadler